# 野平穣
野平 穣（穰、のひら ゆずる / じょう、1857年（安政4年9月） - 1911年（明治44年）8月21日）は、日本の弁護士。政治家。衆議院議員（1期）。

## 経歴
安芸国高宮郡下町屋村(のち広島県安佐郡三入村→可部町、現・広島市安佐北区)生まれ。1876年、広島師範学校卒。小学校教員を経て、代言人となり、法律事務に従事する。
1890年の第1回衆議院議員総選挙において広島3区から自由党所属で立候補するが落選した。1892年の第2回衆議院議員総選挙では自由党から立候補したが次点で落選した。1894年3月の第3回衆議院議員総選挙では自由党から立候補して当選した。同年9月の第4回衆議院議員総選挙では次点で落選。1898年3月の第5回衆議院議員総選挙は不出馬。同年8月の第6回衆議院議員総選挙では憲政本党から立候補して落選した。衆議院議員は1期務めた。1911年に死去した。

## 選挙歴
| 当落 | 選挙                  | 執行日        | 政党     |
| 落   | 第1回衆議院議員総選挙 | 1890年7月1日  | 自由党   |
| 落   | 第2回衆議院議員総選挙 | 1892年2月15日 | 自由党   |
| 当   | 第3回衆議院議員総選挙 | 1894年3月1日  | 自由党   |
| 落   | 第4回衆議院議員総選挙 | 1894年9月1日  | 自由党   |
| 落   | 第6回衆議院議員総選挙 | 1898年8月10日 | 憲政本党 |
| ---- | --------------------- | ------------- | -------- |